# George Hauptfuhrer
George Jost Hauptfuhrer Jr. (1 de agosto de 1926 — 2 de agosto de 2013) foi um jogador norte-americano de basquete profissional. Foi selecionado pelo Boston Celtics como a terceira escolha geral no draft da BAA (hoje NBA) em 1948. No entanto, ele preferiu deixar a carreira de basquetebolista e se dedicar aos estudos de advocacia.